# Rasmus Møgelvang
Rasmus Møgelvang (født 27. februar 1975) er en dansk læge og forsker, uddannet læge i 2001, og er er hospitalsdirektør for Rigshospitalet, Danmarks største hospital.
I 2014 tiltrådte Rasmus Møgelvang som afdelingslæge på Afdeling for Hjertemedicin på Rigshospitalet. I 2017 blev han overlæge og senere på året leder af Cardiac Imaging-sektionen, der specialiserer sig i billedanalyser på hjerteområdet.
I 2019 blev han udnævnt til centerdirektør for Hjertecentret på Rigshospitalet. I 2021 blev han vicedirektør for hospitalet. Han tiltrådte som hospitalsdirektør 1. januar 2023.